# Nomophila brevispinalis
Nomophila brevispinalis là một loài bướm đêm trong họ Crambidae.